# 滨海阿尔卑斯省
滨海阿尔卑斯省（法語：Alpes-Maritimes）是法國普罗旺斯-阿尔卑斯-蔚蓝海岸大區所轄的省份。該省編號為06。